# Breckenridge, Texas
Breckenridge är en stad i den amerikanska delstaten Texas med en yta av 4,2 km² och en folkmängd som uppgår till 5 868 invånare (2000). Breckenridge är administrativ huvudort i Stephens County.